# Millencourt-en-Ponthieu
Millencourt-en-Ponthieu (picardisch: Milincourt-in-Pontiu) ist eine nordfranzösische Gemeinde mit 343 Einwohnern (Stand 1. Januar 2022) im Département Somme in der Region Hauts-de-France. Die Gemeinde liegt im Arrondissement Abbeville und ist Teil der Communauté de communes Ponthieu-Marquenterre und des Kantons Abbeville-1.

## Geographie
Agenvillers liegt im Ponthieu rund sieben Kilometer nordöstlich von Abbeville. Im Osten der Gemeinde liegt die Siedlung Les Carolines. Das Gemeindegebiet gehört zum Regionalen Naturpark Baie de Somme Picardie Maritime.

## Geschichte
Im Jahr 1554 wurde Millencourt vom Herzog von Savoyen niedergebrannt. Wie viele Orte im Ponthieu wurde das Dorf 1635 von spanischen Truppen geplündert und niedergebrannt.

## Einwohner
| 1962 | 1968 | 1975 | 1982 | 1990 | 1999 | 2006 | 2011 |
| ---- | ---- | ---- | ---- | ---- | ---- | ---- | ---- |
| 287  | 260  | 241  | 309  | 355  | 328  | 345  | 373  |

## Verwaltung
Bürgermeister (maire) ist seit 2008 Régine Berthe.

## Sehenswürdigkeiten
- Kirche Saint-Martin aus dem Jahr 1662 mit ungewöhnlichem Rundturm auf quadratischer Basis[1]
- Lourdeskapelle[2]
- Votivkreuz, angeblich aus dem 14. Jahrhundert